# Thorectes ferreri
Thorectes ferreri är en skalbaggsart som beskrevs av Lopez-colon 1983. Thorectes ferreri ingår i släktet Thorectes och familjen tordyvlar. Inga underarter finns listade i Catalogue of Life.